# Marsman (fictief wezen)
Een marsman of marsmannetje is een lid van de hypothetische autochtone bevolking van de planeet Mars. Vroeger werd vaak aangenomen dat Mars bewoond werd, maar hard bewijs is nooit gevonden. Het is mogelijk dat de planeet primitief leven heeft voortgebracht, maar de wetenschap acht het tegenwoordig niet waarschijnlijk dat er ooit intelligent leven is geweest.
De bredere term martiaan kan daarnaast ook verwijzen naar marsbewoners na ruimtekolonisatie. 
Vanwege de vele SF-verhalen waarin wezens van Mars de aarde bezoeken, werd het 'marsmannetje' (dikwijls voorgesteld als kleine groene mannetjes in de popcultuur van de 20e eeuw) de archetypische voorstelling van buitenaards leven. De zogenaamd door marsmannen (of hun slaven) gegraven kanalen op Mars – een optische illusie – zijn tot cliché geworden.